# Гриссом, Вирджил Айвэн
Ви́рджил А́йвен «Гас» Гри́ссом (англ. Virgil Ivan «Gus» Grissom; 3 апреля 1926, Митчелл, Индиана — 27 января 1967, Космический центр Кеннеди, Флорида) — американский астронавт. Гриссом совершил второй американский суборбитальный космический полёт. Затем он был первым американским командиром двухместного корабля. При этом он стал первым в мире астронавтом, дважды побывавшим в космосе.

## Биография
Вирджил родился в семье Денниса Дэвида Гриссома (1903—1994), связиста Железной дороги «Балтимор и Огайо» и Сесиль Кинг Гриссом, домохозяйки (1901—1995). У него было два брата: Норман (Norman) и Лоуэлл (Lowell) и сестра Уилма (Wilma). Вирджил был самым старшим.
С юных лет Вирджил мечтал стать пилотом. В школе Вирджил интересовался естественными науками: математикой и физикой. Коэффициент интеллекта Гриссома был равен 145. Вирджил был очень спортивным и играл в баскетбол и гандбол. Он получил свое прозвище, когда его друг прочитал его имя в оценочной карточке вверх ногами и неправильно прочитал «Грисс» как «Гас».
Ещё в школе, в своем родном городе Митчел, Вирджил познакомился с Бетти Лавонн Мур (Betty Lavonne Moore), на которой и женился 6 июля 1945 года.
В 1944 году Гриссом поступил в лётную школу ВВС США. После окончания Второй мировой войны Гриссом поступил в университет Пердью в штате Индиана, в 1950 году получил степень бакалавра.
После окончания университета Гриссом вновь поступил в лётную школу. После окончания лётной школы он был направлен в Южную Корею. Во время войны в Корее Гриссом летал на самолётах F-86 «Сейбр», за полгода сделал около ста боевых вылетов.
После войны в Корее работал лётчиком-инструктором, что, по выражению самого Гриссома, было тяжелее, чем воевать в Корее.
В 1957 году Гриссом окончил школу лётчиков-испытателей на Военно-воздушной базе Эдвардс (Edwards Air Force Base). Затем Гриссом служил лётчиком-испытателем на Военно-воздушной базе Райт-Паттерсон (Wright-Patterson Air Force Base). Гриссом испытывал, в частности, самолёты F-104 «Старфайтер».

## Карьера астронавта

### Программа «Меркурий»
В составе 110 избранных лучших пилотов Америки Вирджил Гриссом был приглашён для участия в программе «Меркурий» — первой американской программе пилотируемых космических полётов.
9 апреля 1959 года в первый отряд американских астронавтов были отобраны семь пилотов. Среди выбранных был и Вирджил Гриссом. Эта семёрка астронавтов была названа «Меркурий 7» (Mercury-Seven) или «Первая семёрка» (Original-Seven). Вместе с Грисомом в «Первую семёрку» вошли: Скотт Карпентер, Гордон Купер, Джон Гленн, Уолтер Ширра, Алан Шепард и Дональд Слейтон.
Вирджил Гриссом был назначен пилотом корабля «Меркурий-Редстоун-4» («Либерти Белл 7» «Колокол свободы 7», Liberty Bell 7). Колокол в названии корабля связан с его формой, которая напоминала колокол.
Свой суборбитальный полёт на корабле «Меркурий-Редстоун-4» (ракета-носитель — «Редстоун» (Redstone)) Вирджил Гриссом совершил 21 июля 1961 года. Во время полёта, когда наступила невесомость, Гриссом наблюдал в кабине корабля летающие болты и инструменты, которые были оставлены забывчивыми техниками. Торможение и спуск в атмосферу сопровождались перегрузками в 10g. «Либерти Белл 7» приводнился в Атлантическом океане.
После приводнения корабль «Меркурий-Редстоун-4» был зацеплен спасательным вертолётом. После того как корабль был бы приподнят из воды, Гриссом должен был включить пиропатроны, которые открывали выходной люк. Однако пиропатроны сработали раньше времени, и люк открылся, когда корабль был ещё в воде. Кабина корабля быстро наполнилась водой и стала слишком тяжелой для вертолёта. Пришлось обрубить трос, на котором висел корабль. Корабль «Меркурий-Редстоун-4» затонул. Вирджил Гриссом успел выбраться из корабля и был поднят на борт подоспевшего второго спасательного вертолёта, который доставил астронавта на авианосец.
В 1999 году корабль «Меркурий-Редстоун-4» был найден и поднят со дна Атлантики. Поисками корабля занимался Курт Ньюпорт (Curt Newport). Это была очень дорогая и уникальная операция. Корабль был поднят с глубины 6000 метров. Это было почти невероятно — найти такой маленький корабль на такой большой глубине.

### Программа «Джемини»
После суборбитального полета на «Меркурий-Редстоун-4» Вирджил Гриссом начал подготовку к космическим полётам на новом американском корабле по программе «Джемини». В первый экипаж, для первого пилотируемого полёта двухместного космического корабля «Джемини-3» были назначены Алан Шепард (командир экипажа) и Томас Стаффорд (пилот). Гриссом был назначен дублёром Шепарда. Однако когда Шепард заболел, Гриссом был назначен командиром основного экипажа, а пилотом — Джон Янг.
Вирджил Гриссом назвал корабль «Джемини-3» — «Молли Браун». Это имя было взято из популярного в то время мюзикла, шедшего на Бродвее, «Непотопляемая Молли Браун» (The Unsinkable Molly Brown). Таким образом Гриссом пытался перебороть психологическую травму, полученную им после того, как затонул его первый корабль «Либерти Белл 7».
23 марта 1965 года корабль «Джемини-3» с двумя астронавтами на борту был выведен на околоземную орбиту ракетой-носителем «Титан II». Это был первый пилотируемый полёт по программе «Джемини». Основным заданием астронавтов было: испытание самого корабля и его систем управления.
«Джемини-3» совершил три оборота вокруг Земли и успешно приводнился в Атлантическом океане. Продолжительность полёта составила 4 часа 52 минуты и 31 секунду.
Из-за ошибок при расчёте сопротивления воздуха при торможении в атмосфере корабль приводнился в 84 км от расчётной точки. Только через 30 минут спасательный вертолёт приблизился к приводнившемуся «Джемини-3». За это время астронавтов так укачало на океанских волнах, что они ощутили приступы морской болезни.
Вирджил Гриссом вместе с Джоном Янгом были дублёрами экипажа «Джемини-6A».

### Программа «Аполлон»
Гриссом продолжил свою карьеру астронавта и включился в подготовку к космическим полётам по программе «Аполлон», которая предусматривала высадку на Луну. Экипаж в полном составе — Вирджил Гриссом, Эдвард Уайт и Роджер Чаффи, погиб 27 января 1967 года в пожаре при проведении тренировок за месяц до назначенного старта. Если бы не эта трагедия, Гриссом стал бы первым в мире человеком, третий раз летавшим в космос. Но эти лавры получил в следующем году Уолтер Ширра.
Вирджил Гриссом был похоронен на Арлингтонском кладбище. За свою жизнь Гриссом имел 4600 часов налёта на различных самолётах, в том числе 3500 часов на реактивных самолётах.
Включён в Зал славы астронавтов. В 1970 году Международный астрономический союз присвоил имя Гриссома кратеру на обратной стороне Луны.
Увековечен в скульптурной композиции «Павший астронавт» — первой и пока единственной художественной инсталляции на Луне.

## Интересные факты
Гриссом был масоном, входил в ложу Митчелла No. 228, Митчелл, штат Индиана.
В фильме Звёздный путь 3: В поисках Спока (1984), корабль Звёздного флота USS Grissom назван в честь Гриссома. Другой корабль с таким же названием появляется в 1990 серии Звёздный путь: Следующее поколение и упоминается в 1999 серии Звёздный путь: Глубокий космос 9.